# Xi Qi
Xi Qi, née en 1984 à Guiyang, est une actrice chinoise.

## Filmographie

### Cinéma
- 2012 : Mystery (Fu cheng mi shi) de Ye Lou : Sang Qi
- 2014 : Huai jie jie zhi chai hun lian meng de Tae-gyun Kim
- 2015 : Highway of Love de Ke Fei et Kan Zhou : Min Qiong
- 2015 : Wan wu sheng zhang de Yu Li : Bai Lu
- 2016 : Guo nian hao de Qunshu Gao : une personne dans une ruelle
- 2016 : Yi ju ding yi wan ju de Yulin Liu : Zhao Xinting
- 2017 : Les Fleurs amères (Bitter Flowers) de Olivier Meys : Lina
- 2018 : Un grand voyage vers la nuit (地球最後的夜晚, Dìqiú zuìhòu de yèwǎn) de Bi Gan : une femme à l'hôtel Jade
- 2018 : Baat go leuiyan, yat toi hei de Stanley Kwan
- 2019 : So Long, My Son (地久天长, Dì jiǔ tiān cháng) de Wang Xiaoshuai : Moli Shen
- 2019 : Life of Zhang Chu de Yulai Lu : Cao Shujuan
- 2019 : The Whistleblower de Xiaolu Xue : Judy
- 2020 : Mei You Bie De Ai de Wei Zhao

### Télévision

#### Séries télévisées
- 2016 : Fu qin de shen fen : Lin Sha
- 2017 : Chun Feng Shi Li Bu Ru Ni